# Max-Josef Pemsel
Max-Josef Pemsel (15 de enero de 1897-30 de junio de 1985) fue un Generalleutnant en el Ejército alemán durante la Segunda Guerra Mundial. Después de la guerra se convirtió en uno de los pocos oficiales séniors que sirvieron en la Wehrmacht que sirvieron en el Ejército de Alemania Occidental.

## Biografía
Nacido el 15 de enero de 1897 en Regensburg, Baviera, Pemsel entró en el Ejército bávaro durante la Primera Guerra Mundial en abril de 1916 como voluntario. Fue asignado al 11.º Regimiento de Infantería de Reserva, con el que entró en acción en el frente occidental. El 30 de abril de 1918 Pemsel fue promovido a teniente. Después del Armisticio, Pemsel permaneció en el reducido Reichswehr alemán. En 1935 Pemsel pasó a ser oficial de estado mayor de la 1.ª División de Montaña.
Durante la Segunda Guerra Mundial luchó en varios teatros de operaciones. En 1941 durante la invasión de Yugoslavia era jefe de Estado Mayor del XVIII Cuerpo de Montaña. Para 1944 había sido ascendido a teniente general y era jefe de Estado Mayor del 7.º Ejército a las órdenes del Generaloberst Friedrich Dollmann, durante el cual coordinó la primera respuesta alemana a la Operación Overlord. En agosto de 1944 Pemsel fue transferido a Finlandia y se le dio el mando de la 6.ª División de Montaña, un comandamiento que ocupó hasta el 19 de abril de 1945. El 9 de diciembre de 1944 Pemsel recibió la Cruz de Caballero de la Cruz de Hierro. En abril de 1945 Pemsel fue transferido a Italia, donde se convirtió en jefe de Estado Mayor del Ejército de Liguria. Se rindió el 26 de abril de 1945 y fue retenido como prisionero de guerra hasta abril de 1948.
El 26 de abril de 1956 Pemsel ingresó en el Bundeswehr con el rango de mayor general y se le dio el mando del Wehrbereich VI ("6.º Distrito Militar") con base en Múnich. El 1 de abril de 1957 fue promovido a comandante general del II Cuerpo, estacionado en Ulm. El 30 de enero de 1958 fue promovido a teniente general. Pemsel se retiró el 30 de septiembre de 1961 y murió el 30 de junio de 1985 en Múnich.
Pemsel fue consultor militar de los productores de la película de 1962 El día más largo, en la que él fue interpretado por Wolfgang Preiss.